# Kammermusik-Konzerte Langenthal
Unter dem Namen Kammermusik-Konzerte Langenthal (KKL) werden seit 1946 pro Saison fünf Kammermusik-Konzerte veranstaltet. Die Reihe ist in Langenthal in der Schweiz beheimatet. Die Konzerte finden im Barocksaal des Gasthofs «Bären» statt. Der Saal verfügt über knapp 240 Plätze.

## Geschichte

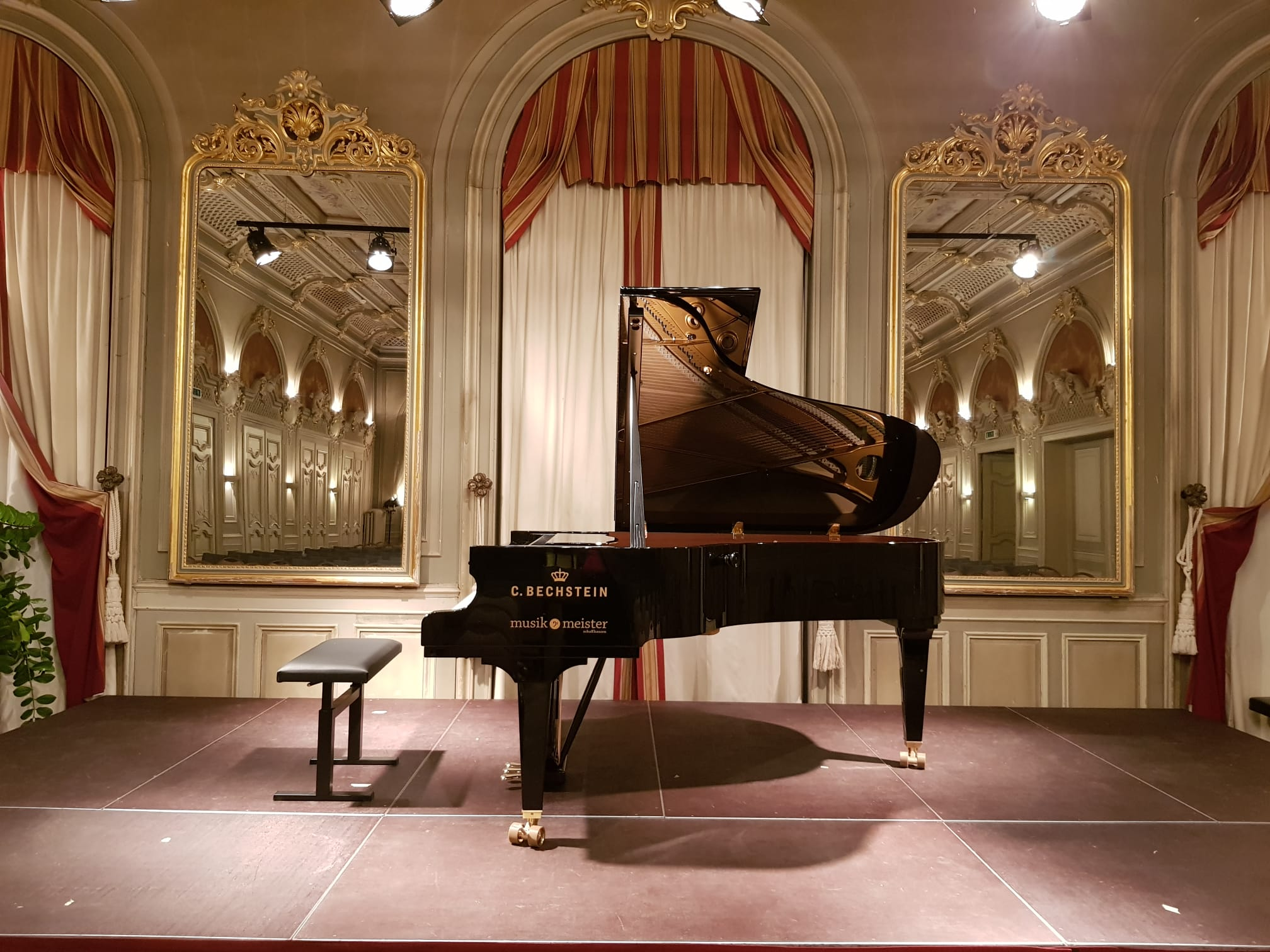
Bühne Barocksaal Bären, Langenthal

Ins Leben gerufen wurde die Konzertreihe 1946 von einem Dreierteam aus kammermusik-begeisterten Musikliebhabern: Gerhard Aeschbacher (in der Leitung der KKL 1946–1953), Paul Huber (1946–1975) und Paul Richard (1946–1952). Seither wurden jedes Jahr fünf Kammermusik-Konzerte veranstaltet (Oktober bis März).
Nach dem Ausscheiden von Paul Richard und Gerhard Aeschbacher aus dem Leitungsteam wurde Paul Huber in der Konzertorganisation vom Langenthaler Posthalter Fritz Lyrenmann (in der Leitung der KKL 1952–1999) unterstützt. 1962 stiess der Langenthaler Arzt Paul Biedermann (Leitung bis 1999) dazu. Ab 1975, nachdem sich Paul Huber zurückgezogen hatte, zeichneten Lyrenmann und Biedermann zu zweit für die Konzertreihe verantwortlich – ganze 47 beziehungsweise 37 Jahre lang.
Im Jahr 1999 übernahm der Langenthaler Gynäkologe Roman Schmid die Leitung, nachdem er zuvor schon seit 1996 Lyrenmann und Biedermann bei ihrer Arbeit unterstützt hatte. Zu Beginn organisierte er die Konzertreihe alleine. Ab dem Jahr 2005 erhielt er im administrativen Bereich Unterstützung von Marianne von Flüe-Fleck.

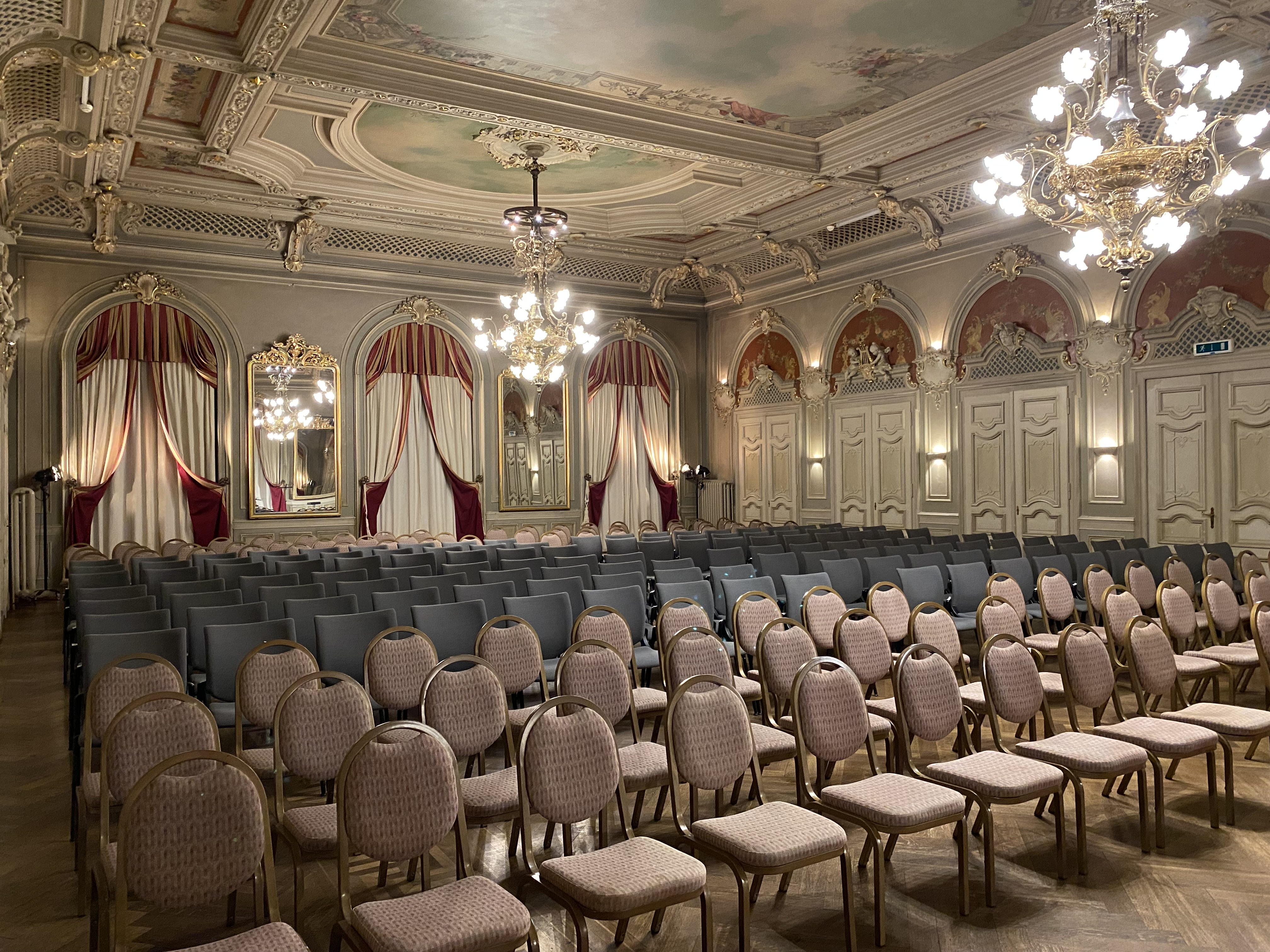
Barocksaal Bären, Langenthal

Roman Schmid leitete 2010, nach über 10 Jahren Engagement an der Spitze der KKL, die Planung seiner Nachfolge ein. Es wurden neue Strukturen geschaffen, die es erlaubten, die Arbeit unter verschiedenen Personen aufzuteilen. Schmid übertrug auf die Saison 2011/12 hin die Gesamtleitung der Reihe dem Roggwiler Sprachwissenschaftler Hanspeter von Flüe. 2015 gelang es, als künstlerische Leiterin Eva Lüthi zu gewinnen, eine aus dem Oberaargau (Roggwil) stammende Berner Cellistin.
Die Reihe hat den Anspruch, international anerkannte Interpretinnen und Interpreten nach Langenthal zu bringen, schweizerischen Spitzenensembles Auftritte im eigenen Land zu ermöglichen und Nachwuchskünstlerinnen und -künstlern, die sich an Wettbewerben bewährt haben, die Chance zu geben, vor anspruchsvollem Publikum zu spielen.

## Chronik
Die Programme der Konzerte werden seit Beginn, mittlerweile im vierten Band, in einer kalligrafisch wertvollen Chronik aufgezeichnet. Der Bildhauer, Plastiker und Maler Jakob Weder (1906–1990) amtete von 1946 bis 1969 während 23 Jahren als Chronist der KKL. Er hat fast 100 Programmseiten gestaltet und damit den Grundstein zum «Goldenen Buch» der KKL gelegt. Nach ihm folgten von 1969 bis 1978 der Bundesbeamte und Kalligraf Ernst Müller und von 1978 bis 1982 die Kalligrafin Elisabeth Megnet. Von 1982 bis 2016 trug 34 Jahre lang die in Langenthal ansässige Kindergärtnerin und Künstlerin Yvonne Schwab die Verantwortung für die Chronikeinträge. Nach ihrem altersbedingten Rücktritt konnten die Organisatoren mit Susan Graf aus Huttwil nahtlos eine neue Chronistin verpflichten. Von 2016 bis zu ihrem Tod 2023 gestaltete die Kalligrafin mit 35 Jahren Berufserfahrung die Chronik der KKL. Seit der Saison 2023/24 und mit dem Beginn des vierten Bandes ist Cornelia Sommer aus Grünenmatt für die Aufzeichnungen verantwortlich.

## Internationales Niveau

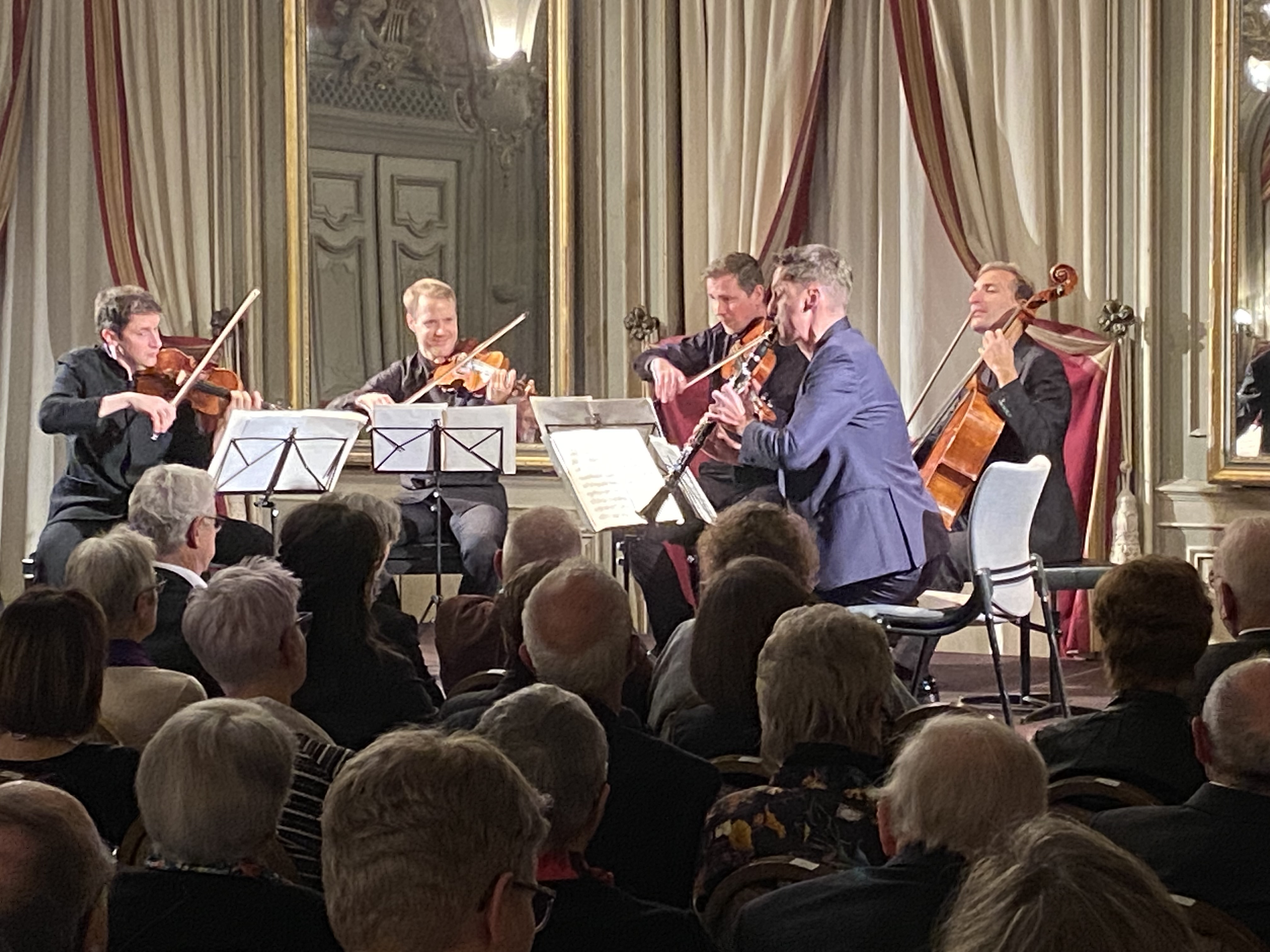
Daniel Ottensamer mit Freunden

Zahlreiche Musikerinnen und Musiker von internationalem Ruf waren in den letzten Jahren bei den Kammermusik-Konzerten Langenthal zu Gast (Auswahl):
- 2011: Christoph Prégardien (Tenor) mit ChAARTS
- 2014: Isabelle van Keulen (Violine), Patrick Demenga (Violoncello) u. a., Franziska Hölscher (Violine) u. a.
- 2015: Patricia Kopatchinskaja (Violine) mit Polina Leschenko (Klavier)
- 2016: Christoph Prégardien (Tenor) u. a., Daniel Dodds (Violine) mit Freunden, Thomas Demenga (Violoncello) mit Merel Quartett
- 2017: Heinz Holliger (Oboe) mit Freunden
- 2018: Esther Hoppe (Violine), Christian Poltéra (Violoncello) u. a., Maximilian Hornung (Violoncello) u. a., Maurice Steger (Blockflöte) mit Barockensemble
- 2019: Kit Armstrong (Klavier) mit dem Manuel Quartett
- 2020: Wiener Klaviertrio
- 2021: Patricia Kopatchinskaja (Violine) und Sol Gabetta (Violoncello)
- 2022: Daniel Ottensamer (Klarinette) mit Freunden
- 2023: Rachel Harnisch (Sopran) mit Freunden, Dorothee Oberlinger (Blockflöte) mit Edin Karamazov (Laute)
- 2024: Janoska Ensemble, Aris Quartett

## Auszeichnungen
1992 wurde Fritz Lyrenmann als langjähriger Leiter der KKL mit dem ersten Kulturpreis der Stadt Langenthal ausgezeichnet, was gleichzeitig ein Beleg für den hohen Stellenwert dieses Kulturangebots in der Stadt und der Region darstellte. Die Kammermusik-Reihe selber wurde 1993 mit dem Anerkennungspreis der Musikkommission des Kantons Bern und 2001 mit dem Kulturpreis der Stadt Langenthal (Wertschätzungspreis) geehrt. 2018 erhielt Eva Lüthi für ihr künstlerisches Schaffen als Cellistin den Kulturpreis der Stadt Langenthal (Anerkennungspreis). Mit dieser Preisverleihung wurde auch ihr Wirken als künstlerische Leiterin der KKL gewürdigt.